# Buswiller
Buswiller is een gemeente in het Franse departement Bas-Rhin (regio Grand Est) en telt 200 inwoners (2004). De plaats maakt deel uit van het arrondissement Saverne.

## Geografie
De oppervlakte van Buswiller bedraagt 2,3 km², de bevolkingsdichtheid is 87,0 inwoners per km².
De onderstaande kaart toont de ligging van Buswiller met de belangrijkste infrastructuur en aangrenzende gemeenten.

## Demografie
Onderstaande figuur toont het verloop van het inwonertal (bron: INSEE-tellingen).